# Kleiner Faulholz-Schwarzkäfer
|                                                                                               |                                                          |                                                                  |
| Abb. 1: Oberseite Männchen, Kopf mit Querrinne Halsschild ohne Grube                          | Abb. 2: Kopfunterseite blau:Vorkinn grün:Kinn (Männchen) | Abb. 3: Ausschnitt der Basis von Halsschild und der Flügeldecken |
|                                                                                               |                                                          |                                                                  |
| Abb. 5: V:Vorder- M:Mittel- H:Hinterschiene schwarze Pfeilspitze: Kerbe für entfernten Tarsus |                                                          |                                                                  |
| Abb. 4: Ausschnitt Flügeldecke                                                                |                                                          |                                                                  |
| Abb. 6: Larve der Gattung nach Reitter                                                        |                                                          |                                                                  |

Der Kleine Faulholz-Schwarzkäfer, auch Bergland-Küchenkäfer, (Uloma rufa)  ist ein Käfer aus der Familie der Schwarzkäfer (Tenebrionidae). Die Gattung Uloma ist in Europa durch fünf Arten vertreten, in Mitteleuropa findet sich außer Uloma rufa noch die Art Uloma culinaris. Synonym zu Uloma rufa wird Uloma perroudi Mulsant & Guillebeau gebraucht. Der Käfer wird in der Roten Liste gefährdeter Tiere Deutschlands unter der Kategorie 2 („stark gefährdet“) geführt.
Der Name „Kleiner Faulholz-Schwarzkäfer“ erklärt sich durch die Zugehörigkeit zu den nach ihrer Farbe benannten Schwarzkäfern, obwohl der Käfer braunrot ist, wie der Artname rufa (lat. „rot“) zum Ausdruck bringt. Der Faulholz-Schwarzkäfer ist in faulem Holz anzutreffen und der Zusatz  „Kleiner“ erklärt sich dadurch, dass Uloma culinaris etwas größer ist. Der Gattungsname Ulōma ist aus altgr. οὖλος „ōūlos“ für „kraus“ und ὦμος „ōmos“ für „Schulter“ abgeleitet.

## Merkmale des Käfers
Der längliche Käfer mit weitgehend parallelen Seiten erreicht eine Länge von acht bis neun Millimetern. Er ist unbehaart, glänzend und im Querschnitt stark gewölbt.
Der verhältnismäßig kleine Kopf (Abb. 1) ist viel breiter als lang. Beim Männchen ist im Unterschied zu Uloma culinaris das Kinn umgekehrt trapezförmig mit aufgebogenen scharfen Vorderecken und nicht filzig behaart (Abb. 2, rechts grün markiert). Das Endglied der Kiefertaster ist etwas beilförmig. Die kurzen elfgliedrigen schnurförmigen Fühler sind dick und verdicken sich nach außen weiter. Die Fühlerwurzel ist durch eine lappenförmige seitliche Erweiterung der Wangen bedeckt. Auf der Stirn verläuft zwischen den Augen quer eine seichte Rinne, die hinter den Augen ausläuft (Abb. 1).
Der dicht und gleichmäßig punktierte Halsschild ist viel breiter als der Kopf. Er ist breiter als lang, vorn am schmalsten, dann verbreitert er sich konvex anfangs deutlich, bald kaum noch.  An der Seite ist er deutlich gerandet. Die schwach zweibuchtige Basis des Halsschildes dagegen zeigt höchstens Spuren einer Randung (Abb. 3). Hinter dem Kopf ist der Halsschild im Unterschied zu Uloma culinaris auch beim Männchen nicht oder höchstens andeutungsweise eingedrückt und ohne kleine Höcker.
Die Flügeldecken sind durch Punktreihen deutlich längs gestreift, jedoch weniger markant als bei Uloma culinaris. Die Zwischenräume zwischen den Punktstreifen sind flach und fein irregulär punktiert (Abb. 4). Die Schulterbeulen sind gut ausgebildet.
Die Beine sind kräftig. Die Außenseite der Vorderschienen ist zur gerundet erweiterten Spitze hin dicht gezähnelt (Abb. 5 V). Auf der Oberseite liegt distal eine Kerbe (Abb. 5 V, schwarze Pfeilspitze), die es ermöglicht, dass der Tarsus nach oben zurückgeschlagen werden kann. Die Mittelschienen sind am Außenrand bedornt (Abb. 5 M), die Hinterschienen fast glatt (Abb. 5 H). Die Familie gehört zur Familiengruppe der Heteromeren, die Tarsen sind also am Hinterbein viergliedrig, sonst fünfgliedrig. Die Hintertarsen sind einschließlich des Klauenglieds fein beborstet.

## Larve
Die Larven der Gattung Uloma (Abb. 6) sind langgestreckt. Der Halsschild ist so lang wie die beiden folgenden Tergite zusammen. Die Beine sind nur schwach ausgebildet. Das letzte Tergit des Hinterleibs ist breit gerundet und endet in einer kleinen abgesetzten Spitze.

## Biologie
Den waldbewohnenden Käfer findet man meist in morschem rotfaulem Nadelholz, besonders in Stubben und Wurzeln von Fichten und Kiefern.

## Verbreitung
Der  Käfer ist im Nordwesten Europas weit verbreitet, im Süden ist er auf das Gebirge und dessen Vorland beschränkt. Nach Norden erreicht er Skandinavien und die nördlichen Teile des europäischen Russlands. Nach Süden ist er bis nach Italien und isoliert in Griechenland zu finden, er fehlt jedoch auf der Iberischen Halbinsel und an den östlich von Italien liegenden Anrainerstaaten der Adria sowie den meisten osteuropäischen Ländern.